# Bob Gunton
Robert Patrick Gunton (Santa Monica, 15 novembre 1945) è un attore statunitense, noto per l'interpretazione del malvagio e corrotto direttore del carcere Samuel Norton nel film Le ali della libertà (1994).
Ha recitato anche in diversi musical, tra cui Evita, Follies, Sweeney Todd: the Demon Barber of Fleet Street e A Little Night Music.

## Vita privata
Fu in servizio durante la guerra del Vietnam dal 1969 al 1971. Durante la battaglia della base di fuoco Ripcord perse la sua piastrina nel corso dell'evacuazione (con lui che ha preso l'ultimo elicottero per andarsene), che gli venne restituita nel 2018. A lui e a un compagno furono assegnate le stelle di bronzo per essere tornati alla base per recuperare radio importanti ma dimenticate negli ultimi istanti dell'evacuazione, in modo che non cadessero nelle mani dell'esercito nemico del Vietnam del Nord che stava per catturare la base.
Dal 1980 al 2006 è stato sposato con l'attrice Annie McGreevey, da cui ha avuto una figlia, Olivia.
Nel 2006, un mese dopo il divorzio dalla moglie, si è risposato con Carey Pitts.

## Filmografia parziale

### Cinema
- Il volto dei potenti (Rollover), regia di Alan J. Pakula (1981)
- Static, regia di Mark Romanek (1985)
- Matewan, regia di John Sayles (1987)
- Ehi... ci stai? (The Pick-up Artist), regia di James Toback (1987)
- Cookie, regia di Susan Seidelman (1989)
- Glory - Uomini di gloria (Glory), regia di Edward Zwick (1989)
- Nato il quattro luglio (Born on the Fourth of July), regia di Oliver Stone (1989)
- JFK - Un caso ancora aperto (JFK), regia di Oliver Stone (1991)
- Gli occhi del delitto (Jennifer 8), regia di Bruce Robinson (1992)
- Demolition Man, regia di Marco Brambilla (1993)
- Le ali della libertà (The Shawshank Redemption), regia di Frank Darabont (1994)
- L'ultima eclissi (Dolores Claiborne), regia di Taylor Hackford (1995)
- Ace Ventura - Missione Africa (Ace Ventura: When Nature Calls), regia di Steve Oedekerk (1995)
- Nome in codice: Broken Arrow (Broken Arrow), regia di John Woo (1996)
- Delitti inquietanti (The Glimmer Man), regia di John Gray (1996)
- Segreti (A Thousand Acres), regia di Jocelyn Moorhouse (1997)
- Mezzanotte nel giardino del bene e del male (Midnight in the Garden of Good and Evil), regia di Clint Eastwood (1997)
- Patch Adams, regia di Tom Shadyac (1998)
- Bats, regia di Louis Morneau (1999)
- La tempesta perfetta (The Perfect Storm), regia di Wolfgang Petersen (2000)
- Boat Trip, regia di Mort Nathan (2003)
- I Heart Huckabees - Le strane coincidenze della vita (I Heart Huckabees), regia di David O. Russell (2004)
- Believe in Me, regia di Robert Collector (2006)
- Dead Silence, regia di James Wan (2007)
- Il caso Thomas Crawford (Fracture), regia di Gregory Hoblit (2007)
- Rendition - Detenzione illegale (Rendition), regia di Gavin Hood (2007)
- Player 5150, regia di David Michael O'Neill (2008)
- Lazarus Project - Un piano misterioso (The Lazarus Project), regia di John Patrick Glenn (2008)
- Una cattedra per due (Tenure), regia di Mike Million (2009)
- The Trial, regia di Gary Wheeler (2010)
- Bulletproof Man (Kill the Irishman), regia di Jonathan Hensleigh (2011)
- The Lincoln Lawyer, regia di Brad Furman (2011)
- Viaggio in paradiso (Get the Gringo), regia di Adrian Grunberg (2012)
- Argo, regia di Ben Affleck (2012)
- Di nuovo in gioco (Trouble with the Curve), regia di Robert Lorenz (2012)
- Annie Parker (Decoding Annie Parker), regia di Steven Bernstein (2013)
- Runner, Runner, regia di Brad Furman (2013)
- The 33, regia di Patricia Riggen (2015)
- Mountain Top, regia di Gary Wheeler (2017)
- Alex & The Lis, regia di Harris Goldberg (2017)
- Unbroken - La via della redenzione (Unbroken: Path to Redemption), regia di Harold Cronk (2018)
- Ghostbusters: Legacy (Ghostbusters: Afterlife), regia di Jason Reitman (2021)

### Televisione
- Le acque del Niagara (Lois Gibbs and the Love Canal), regia di Glenn Jordan – film TV (1982)
- Finnegan torna a vivere (Finnegan Begin Again), regia di Joan Micklin Silver – film TV (1985)
- Miami Vice – serie TV, episodio 5x03 (1989)
- Peccati inconfessabili (Judgment), regia di Tom Topor – film TV (1990)
- Law & Order - I due volti della giustizia (Law & Order) – serie TV, episodio 1x05 (1990)
- Perry Mason: La bara di vetro (Perry Mason: The Case of the Glass Coffin), regia di Christian I. Nyby II – film TV (1991)
- Star Trek: The Next Generation – serie TV, episodio 4x12 (1991)
- Senza movente (Murder in the Heartland), regia di Robert Markowitz – miniserie TV (1993)
- Roswell, regia di Jeremy Kagan – film TV (1994)
- Ally McBeal – serie TV, episodio 1x23 (1998)
- 61*, regia di Billy Crystal – film TV (2001)
- Spin City – serie TV, episodio 6x22 (2002)
- Greg The Bunny – serie TV, 13 episodi (2002-2004)
- Mister Sterling – serie TV, 4 episodi (2003)
- CSI - Scena del crimine (CSI: Crime Scene Investigation) – serie TV, episodio 3x22 (2003)
- Giudice Amy (Judging Amy) – serie TV, 3 episodi (2003-2004)
- Peacemakers - Un detective nel West (Peacemakers) – serie TV, 9 episodi (2003)
- Angeli d'acciaio (Iron Jawed Angels), regia di Katja von Garnier – film TV (2004)
- Detective Monk (Monk) – serie TV, episodio 3x08 (2004)
- Desperate Housewives – serie TV, 10 episodi (2004-2006)
- Nip/Tuck – serie TV, 3 episodi (2005)
- E-Ring – serie TV, 3 episodi (2006)
- Pepper Dennis – serie TV, 5 episodi (2006)
- Numb3rs – serie TV, episodio 3x09 (2006)
- Pandemic - Il virus della marea (Pandemic), regia di Armand Mastroianni – film TV (2007)
- 24 – serie TV, 31 episodi (2007-2010)
- Women's Murder Club – serie TV, episodio 1x02 (2007)
- Boston Legal – serie TV, episodio 4x17 (2008)
- The Mentalist – serie TV, episodio 2x20 (2010)
- Warren the Ape – serie TV, 1 episodio (2010)
- Royal Pains – serie TV, 12 episodi (2010-2016)
- Criminal Minds: Suspect Behavior – serie TV, episodio 1x11 (2011)
- Family Guy - serie TV, episodio Cool Hand Peter 10x8 (2011)
- Gortimer Gibbon - La vita a Normal Street (Gortimer Gibbon's Life on Normal Street) – serie TV, 2 episodi (2015)
- New Girl – serie TV, episodio 3x12 (2014)
- Daredevil – serie TV, 9 episodi (2015)
- L'ultimo tycoon (The Last Tycoon) – serie TV, 1 episodio (2016)
- Law & Order - Unità vittime speciali (Special Victims Unit) – serie TV, episodio 18x09 (2017)
- Trial & Error – serie TV, 6 episodi (2017)
- The Blacklist – serie TV, 2 episodi (2018)
- The Cool Kids – serie TV, episodio 1x10 (2019)
- Project Blue Book – serie TV, 1 episodio (2019)
- Elementary – serie TV, episodio 7x12 (2019)

## Doppiatori italiani
Nelle versioni in italiano delle opere in cui ha recitato, Bob Gunton è stato doppiato da:
- Dario Penne in Demolition Man, Delitti inquietanti, La tempesta perfetta, Desperate Housewives, Viaggio in paradiso, Di nuovo in gioco, Trial & Error
- Ambrogio Colombo in The Lincoln Lawyer, Tre mogli per un papà, Daredevil, Law & Order - Unità vittime speciali, Unbroken - La via della redenzione
- Carlo Reali in 24, 24: Redemption, Royal Pains, Elementary
- Luciano Roffi in Le ali della libertà, Il tocco di un angelo, Wilfred
- Pietro Biondi in Peacemakers - Un detective nel West, Detective Monk, Pandemic - Il virus della marea
- Sergio Rossi in Glory - Uomini di gloria, Nato il quattro luglio
- Sandro Iovino in Star Trek: The Next Generation, Dead Silence
- Diego Reggente in Law & Order - I due volti della giustizia, Boston Legal
- Michele Kalamera in Patch Adams, Elvis meets Nixon
- Angelo Nicotra in Bats, Lazarus Project - Un piano misterioso
- Gino La Monica in Angeli d'acciaio, The 33
- Sergio Di Giulio in Quando si ama
- Sergio Di Stefano in Cookie
- Roberto Rizzi in Gli occhi del delitto
- Romano Malaspina in Nome in codice: Broken Arrow
- Saverio Indrio in Catastrofe in mare - Il disastro della Exxon Valdez
- Renato Cortesi in Perry Mason: La bara di vetro
- Sandro Pellegrini ne L'ultima eclissi
- Vittorio Di Prima in Ace Ventura - Missione Africa
- Bruno Alessandro in Un problema d'onore
- Ennio Coltorti in Scene da un crimine
- Renato Mori in CSI - Scena del crimine
- Alberto Olivero in Judas
- Cesare Barbetti in Giudice Amy
- Gerolamo Alchieri in Desperate Housewives (ep. 1x05)
- Claudio Parachinetto in Nip/Tuck
- Saverio Moriones in E-Ring
- Luciano De Ambrosis ne Il caso Thomas Crawford
- Michele Gammino in The Mentalist
- Emilio Cappuccio in Criminal Minds: Suspect Behavior
- Stefano Oppedisano in Argo
- Renato Cecchetto in Gortimer Gibbon - La vita a Normal Street
- Gil Baroni in Runner Runner
- Antonio Angrisano in L'ultimo tycoon
- Giovanni Petrucci in Project Blue Book
- Franco Zucca in The Blacklist

Da doppiatore è stato sostituito da:
- Oliviero Dinelli ne I Griffin

## Riconoscimenti
- Ha vinto un Drama Desk Award come "Miglior attore non protagonista in un musical" per Evita, portato in scena a Broadway nel 1979-1980, nel quale interpretava Juan Peron.
- Nel 1989 è stato candidato al Tony Award per la sua interpretazione nel musical di Sweeny Todd, rifatto quell'anno a Broadway.